# Hell Let Loose
Hell Let Loose (kurz HLL; dt. etwa „Der Ausbruch der Hölle“ oder „Die Hölle bricht los“) ist ein Taktik-Shooter, der im Zweiten Weltkrieg angesiedelt ist.
Das Spiel läuft auf der Unreal Engine 4 und wurde im Juni 2019 auf der Plattform Steam als Early-Access-Titel veröffentlicht. Am 27. Juli 2021 hat Hell Let Loose die Beta-Version verlassen.

## Veröffentlichung
Das Computerspiel wurde über eine erfolgreiche Crowdfunding-Kampagne bei Kickstarter.com im Jahr 2017 angekündigt, bei der 220.000 US-Dollar gesammelt wurden. Am 6. Juni 2019 – dem 75. Jahrestag der Landung in der Normandie – wurde der Titel auf der Vertriebsplattform Steam im Early-Access als Beta-Version veröffentlicht.
Die Veröffentlichung der Konsolen-Version erfolgte für die Xbox Series X/S und PlayStation 5 am 5. Oktober 2021. Diese Version unterscheidet sich leicht von der PC-Version (z. B. keinen Serverbrowser).

## Gameplay
Es werden Spielrunden mit bis zu 100 Teilnehmern zwischen zwei Teams ausgetragen, die jeweils aus mehreren kleineren Einheiten mit bis zu sechs Spielern bestehen. Jeder Spieler übernimmt darin eine Rolle mit besonderen Fähigkeiten (z. B. Offizier, Sanitäter, Pionier). Darüber hinaus gibt es Einheiten die Mechanisiert das Team unterstützen oder als Späher den Kommandanten und die Einheiten mit Informationen versorgen und Sabotage hinter der Front betreiben. Die Versorgung mit Ressourcen zum Auslösen von Unterstützenden Maßnahmen durch den Kommandanten hat eine hohe Priorität in den einzelnen Runden.
Das Spiel bietet verschiedene Spielmodi, die jeweils einzigartige Herausforderungen und strategische Ansätze erfordern.
Warfare-Modus
Im Warfare-Modus treten zwei Teams gegeneinander an, um Kontrolle über verschiedene Sektoren einer Karte zu erlangen. Das Hauptziel besteht darin, entweder alle Sektoren zu kontrollieren oder bei Ablauf der Spielzeit die Mehrheit der Sektoren zu halten. Dieser Modus betont dynamische Frontlinien und erfordert von den Spielern sowohl offensive als auch defensive Strategien, um Gebiete zu erobern und zu verteidigen. 
Offensive-Modus
Im Offensive-Modus beginnt eine Mannschaft als Verteidiger und kontrolliert zu Beginn alle Sektoren der Karte, während das gegnerische Team als Angreifer fungiert. Das Ziel der Angreifer ist es, alle Sektoren innerhalb eines vorgegebenen Zeitlimits zu erobern. Nach der erfolgreichen Einnahme eines Sektors wird das Zeitlimit für den nächsten Abschnitt zurückgesetzt. Dieser Modus erfordert von den Angreifern koordinierte Vorstöße und von den Verteidigern standhafte Abwehrstrategien. 
Control Skirmish-Modus
Der Control Skirmish-Modus bietet kleinere, intensivere Gefechte mit 25 gegen 25 Spielern auf kompakten Karten. In diesem Modus kämpfen beide Teams um die Kontrolle eines zentralen Sektors. Das Team, das den Sektor am Ende der vorgegebenen Zeit hält, gewinnt die Runde. Dieser Modus fördert schnelle Entscheidungen und intensive Feuergefechte. 
Kommunikation über den Sprachchat wird von den Entwicklern als zentraler Gameplay-Aspekt angegeben. Jede Einheit kann von einem einzelnen Offizier geführt werden, der über einen „Führungs“-Sprachkanal mit anderen Offizieren und dem Kommandanten kommunizieren kann. In ähnlicher Weise gibt es auch nur Sprachkanäle für die jeweilige Einheit und lokale Umgebungskommunikation für Mitglieder des eigenen Teams. Als Alternative zur Sprachkommunikation haben die Spieler auch Zugriff auf einen Textchat für die Einheit und das Team.
In der Beta-Version sind als Streitkräfte die US-Army und die Wehrmacht spielbar. Die Karten basieren auf historischen Kriegsschauplätzen der Westfront. Dafür wurden auch aktuelle Satellitenbilder sowie damalige Luftaufnahmen herangezogen. Laut den Entwicklern ist etwa die Karte für die normannische Stadt Sainte-Marie-du-Mont „ein Schlachtfeld im Maßstab 1:1“, welches mit den oben genannten Methoden neu erstellt wurde.
Seit Juli 2021 ist auch die Rote Armee als Fraktion spielbar.
Die Entwickler haben versucht, ein möglichst realistisches Spielgefühl zu vermitteln. Die Steuerung erfolgt genretypisch mittels Tastatur und Maus.

## Rezeption
Laut dem Wertungsaggregator Metacritic erhielt das Spiel überwiegend positive Rezensionen, wobei die Durchschnittswertung der PlayStation-5-Version etwas hinter denen von PC und Xbox Series X zurückliegt. Die Rezension des PC-Spielemagazins GameStar lobte die realistische Grafik. Dem Spiel gelinge der Spagat zwischen Taktikshooter und Action ausgesprochen gut, für manche Spieler könne der taktische Anteil aber überfordernd oder langweilend wirken.

“Hell Let Loose isn't the best milsim around, but it's a great place to start.”

„Hell Let Loose ist nicht die beste Militärsimulation, aber es ist ein guter Einstiegspunkt.“